# 宮城青年師範学校
| 宮城青年師範学校 （宮城青師） | 宮城青年師範学校 （宮城青師）         |
| ----------------------------- | ------------------------------------- |
| 創立                          | 1944年                                |
| 所在地                        | 仙台市                                |
| 初代校長                      | 山本昇                                |
| 廃止                          | 1951年                                |
| 後身校                        | 東北大学教育学部 （現・宮城教育大学） |
| 同窓会                        |                                       |

宮城青年師範学校 （みやぎせいねんしはんがっこう） とは、1944年 （昭和19年） に設立された青年師範学校である。

## 概要
- 1922年 （大正11年） 設立の宮城県実業補習学校教員養成所を起源とする。
- 1944年[1]、宮城県立青年学校教員養成所 （1935年設立） が国に移管されて宮城青年師範学校となった。
- 第二次世界大戦後の学制改革により、新制東北大学教育学部 （1965年に教員養成系統は宮城教育大学として独立） の母体の一つとなった。

## 沿革
- 1922年3月： 宮城県実業補習学校教員養成所設立 （1年制）。
  - 仙台市長町 （現・太白区根岸町） にあった宮城農学校 （現・宮城県農業高等学校） に併設。
  - 入所資格： 5年制実業学校卒業者、小学校専科 （農業科・手工科・商業科） 正教員免許を持つ者。
- 1928年4月： 仙台市北七番丁 （現・青葉区上杉） の宮城県師範学校校内に移転。
- 1932年3月： 2年制となる （隔年募集）。
- 1935年4月： 宮城県立青年学校教員養成所と改称。
- 1938年6月： 臨時養成科を併設 （1年制。1940年募集中止）。
- 1944年[1]4月： 官立移管され宮城青年師範学校となる （本科3年制）。
- 1949年5月31日： 東北大学に包括され、教育学部の前身の一つとなる。 
  - 6月22日、宮城師範学校男子部・宮城青年師範学校校地に東北大学分校 （通称： 教育教養部。1957年から北分校） を設置。
- 1951年3月： 東北大学宮城青年師範学校 （旧制）、廃止。

## 校地の変遷と継承
前身の宮城県立青年学校教員養成所に引き続き、宮城師範学校男子部校地 （現・仙台市青葉区上杉6丁目） を使用した。宮城師範学校#校地の変遷と継承を参照。

## 歴代校長
宮城県実業補習学校教員養成所・宮城県立青年学校教員養成所
- 所長： 石沢雄右衛門 （1922年3月 - 1928年3月）
  - 宮城農学校校長が兼任
- 所長： 小山光彦 （1928年3月 - 1933年3月）
  - 以後、宮城県師範学校校長が兼任
- 所長： 萱場今朝治 （1933年3月 - 1938年4月）
- 所長： 山本昇 （1938年4月 - 1944年[1]3月）

官立宮城青年師範学校
- 校長： 山本昇 （1944年[1]4月 - 1945年4月）
- 校長： （兼）鈴木記一郎 （1945年4月1日 - 1945年11月24日[3]）
- 校長： （兼）鈴木正明 （1945年11月24日[3] - 1947年6月）
- 校長： 富野壮子路 （1947年6月 - 1949年5月）
- 校長： 田中保房 （1949年5月 - 1951年3月）
  - 東北大学分校 （教育教養部） 主事と兼務

## 関連文献
- 東北大学（編）　『東北大学五十年史 （下）』　東北大学、1960年、1834-1835頁。
- 宮城県史編纂委員会（編）　『宮城県史 : 11 教育』　宮城県史刊行会、1959年1月、280-281頁。
- 『官報』